# Sergentomyia mangana
Sergentomyia mangana är en tvåvingeart som först beskrevs av Manalang 1930.  Sergentomyia mangana ingår i släktet Sergentomyia och familjen fjärilsmyggor.
Artens utbredningsområde är Filippinerna. Inga underarter finns listade i Catalogue of Life.